# Vrijheidklasse
De Vrijheid is een kielzeilboot met een aan de winds zeiloppervlak van 12 m².  De maatvoering is afgeleid van de BM,maar de Vrijheid is een met 5,40x1,65m iets korter en smaller. Het Vrijheid is uitgerust met een gaffeltuig met spinnaker van 9,8 m². Het heeft een sierlijke rompvorm met een scherpe steven. Door de vorm van de romp is het scheepje door de geoefende (wedstrijd)zeiler bij voldoende wind gemakkelijk in plané te krijgen.
Het was tijdens de Tweede Wereldoorlog dat de Verbonden Nederlandsche Watersport Verenigingen (nu Koninklijk Nederlands Watersport Verbond) een prijsvraag uitschreef voor het ontwerpen van een eenheidsklasse met twaalf vierkante meter zeil. Er kwamen 55 ontwerpen binnen, en na bestudering van de ontwerpen werden er drie bekroond. De eerste prijs ging naar S.M. van der Meer met het ontwerp "Zomerweelde". De technische commissie van de VNWV vond echter uiteindelijk niet dat dit ontwerp voldeed als eenheidsklasse. De commissie toog zelf aan het werk, legde wat uitgangspunten vast en uiteindelijk werd het definitieve ontwerp getekend door Willem de Vries Lentsch. In 1944 werd er een proefboot gebouwd om de zeileigenschappen te bestuderen. Er werden kleine aanpassingen aan het ontwerp doorgevoerd en op 15 juni 1946 werd de nieuwe klasse aan Nederland bekendgemaakt. Het zeilteken werd een V. De nummers V1 en de V2 werden nooit uitgegeven omdat die in de naoorlogse jaren te veel aan de Duitse raketten deden denken.
In het register zijn anno 2023 zo'n 1573 boten opgenomen, waarvan er ongeveer 80 nog een geldige meetbrief hebben. Alle gemeten boten zijn opgenomen in de jubileumboeken van de Vrijheids Klasse Organisatie. Aangenomen wordt dat daarnaast ook nog eens zo'n 500 boten volgens het oorspronkelijk ontwerp zijn gebouwd. De eigenaren daarvan hebben echter nooit een zeilnummer aangevraagd. 
In 2023 staan er diverse wedstrijden in de klasse geprogrammeerd en er worden bij WV de Schinkel in Amsterdam lessen georganiseerd in het wedstrijdvaren in de Vrijheidsklasse  

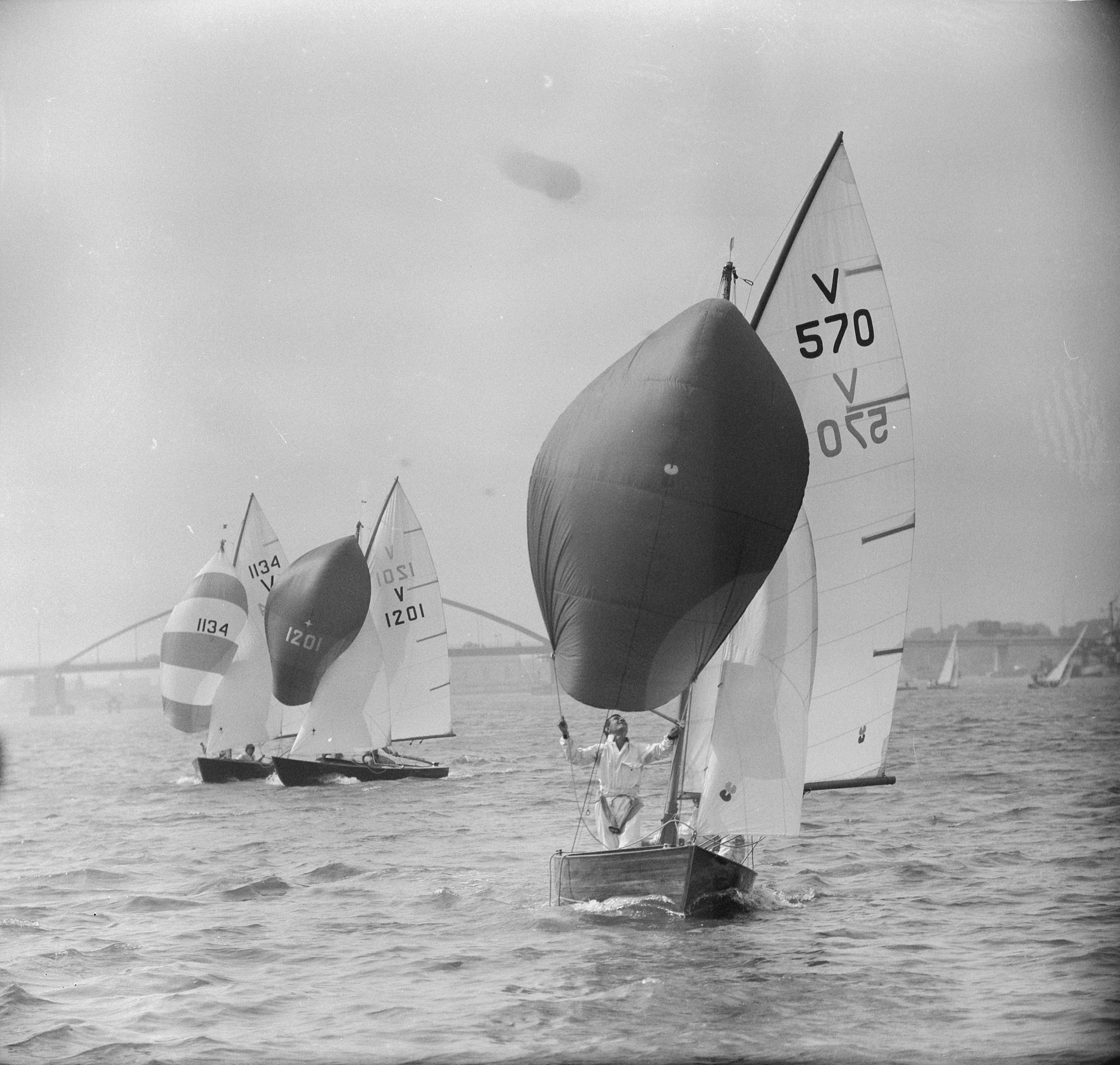
Vrijheid (Amsterdam, 1964)
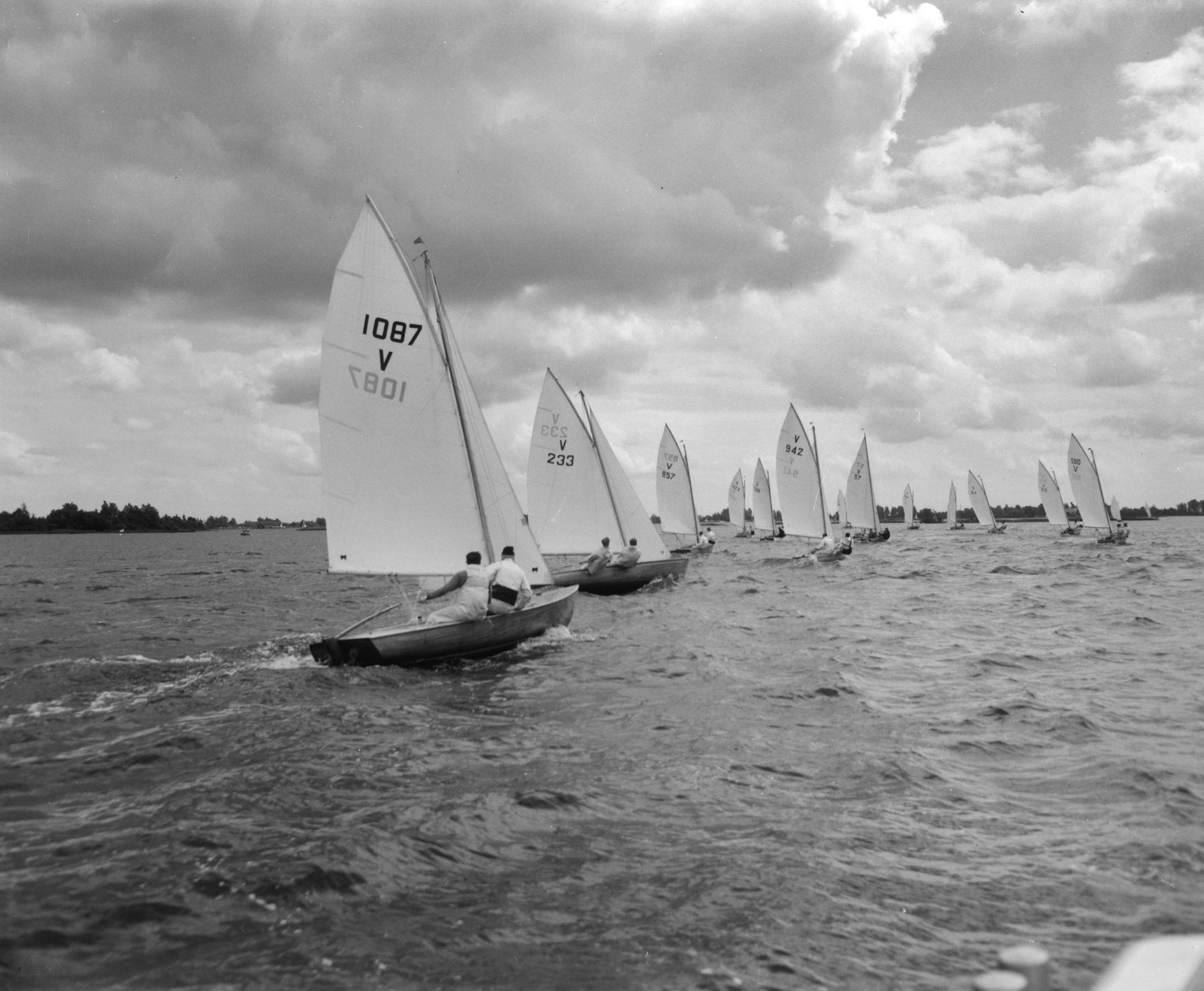
Loosdrecht, 1965
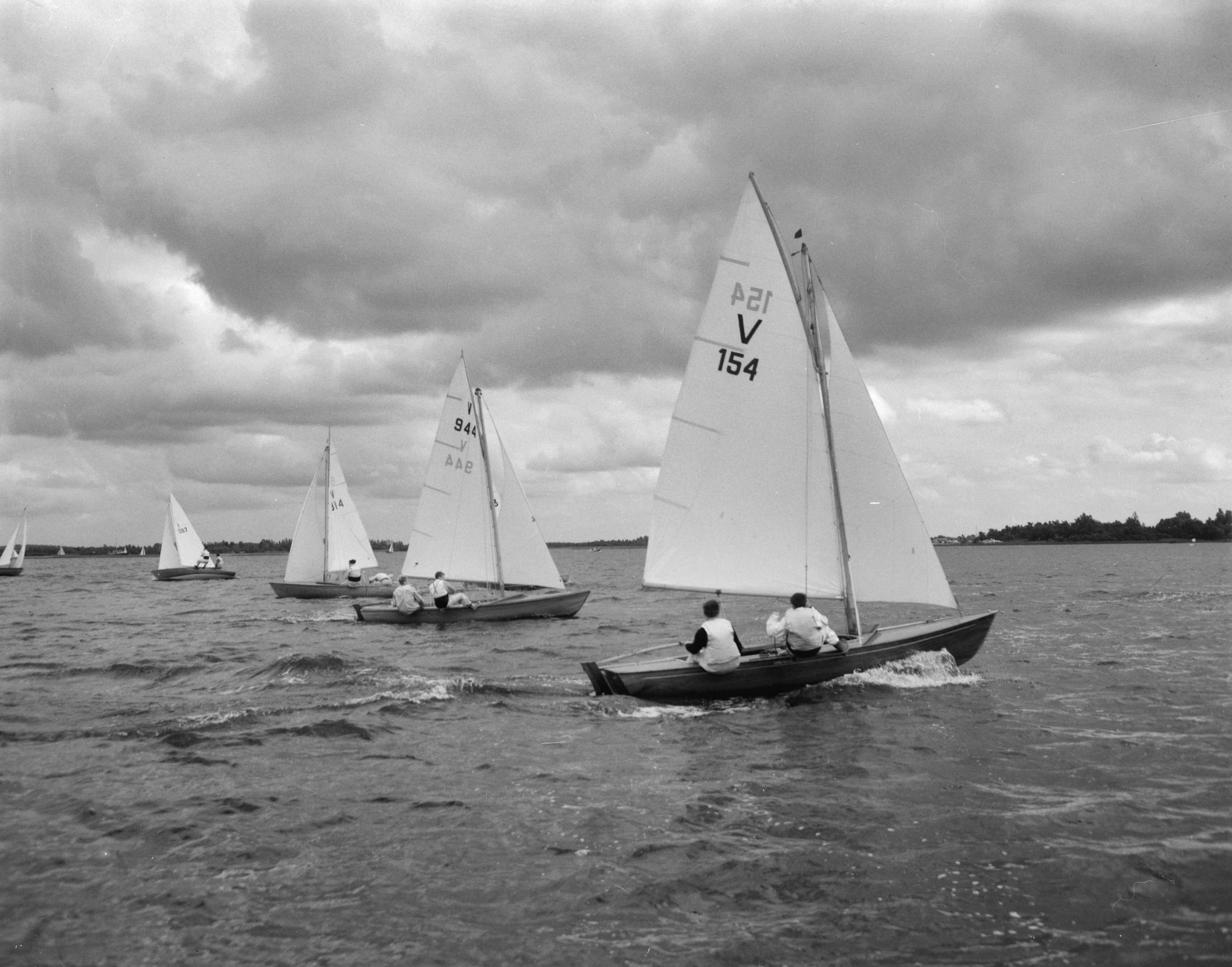
Loosdrecht, 1965
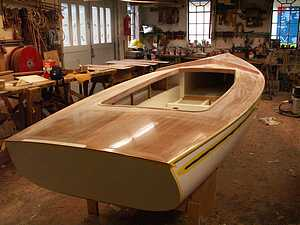
Polyester versie